# Sergio Fubini
Pour les articles homonymes, voir Fubini.
Sergio Fubini (31 décembre 1928 - 6 janvier 2005) est un physicien théoricien italien. Il est l'un des pionniers de la théorie des cordes. Il est engagé dans l'activisme pour la paix au Moyen-Orient.

## Biographie
Fubini est né à Turin. En 1938, il fuit le pays vers la Suisse, à la suite des persécutions contre les juifs. En 1945, il fréquente le Lycée de Turin, où il étudie la physique et en 1950 obtient son diplôme "cum laude". Ensuite, il est assistant à Turin. De 1954 à 1957, il est aux USA. De 1958 à 1967, il est au CERN à Genève. En 1959, il devient professeur de physique nucléaire à l'Université de Padoue. En 1961, il devient professeur de physique théorique à l'Université de Turin. De 1968 à 1973, il est au MIT, mais donne des cours d'été à Turin. Il retourne au CERN en 1973 et est de 1971 à 1980 membre du conseil consultatif et joue un rôle important dans la planification du grand collisionneur électron-positon (LEP) ainsi que dans les discussions pour la construction du synchrotron du Moyen-Orient, SESAME,.
Au MIT, il est avec Gabriele Veneziano, Emilio Del Giudice (en) et Paolo Di Vecchia (en) au centre d'une école active de physicien théoricien ayant des liens étroits avec l'Italie (avec l'un des programmes d'échange "Bruno Rossi" financés par l'INFN italien et le MIT). Lui et ses collègues font un travail fondamental sur la théorie des cordes. D'autres collègues bien connus du MIT à cette époque sont Victor Weisskopf (qui est recruté par Fubini au MIT), Steven Weinberg et Roman Jackiw. De 1994 à 2001, il est professeur à Turin. Fubini travaille dans les années 1960 sur les algèbres actuelles et la théorie de la matrice S (trajectoires de Regge entre autres), en particulier sur leurs fondements théoriques sur le terrain. Dans les années 1970, il est avec ses collègues et élèves du MIT Gabriele Veneziano, Emilio Del Giudice et Paolo Di Vecchia l'un des pionniers de la théorie des cordes (l'équipe introduit les états dits DDF). Il travaille dans les années 1970 sur d'autres solutions classiques des équations de Yang-Mills et sur la théorie quantique des champs conformément invariante.
Fubini est décédé en 2005 à Nyon,. Il épouse Marina Colombo en 1956 et a une fille avec elle.
Fubini reçoit le Prix Dannie-Heineman de physique mathématique en 1968 et un doctorat honorifique de l'Université de Heidelberg.